# A Queda para o Alto
A queda para o alto é um livro de autoria de Anderson Herzer, poeta brasileiro e transexual, também reconhecido pelo nome "Bigode". O livro foi publicado em 1982 e é uma obra composta de poemas e textos autobiográficos que inspiraram o filme Vera, de Sérgio Toledo. Natural de Rolândia, no estado do Paraná, sem-família, aluno problemático e ex-interno da FEBEM, Anderson Herzer residiu na cidade de São Paulo, onde  e, por fim, cometeu suicídio.